# Platynus plumascens
Platynus plumascens är en skalbaggsart som beskrevs av Thomas Casey. Platynus plumascens ingår i släktet Platynus och familjen jordlöpare. Inga underarter finns listade i Catalogue of Life.